# ETO SZC Futsal Club
Az ETO SZC egy magyar futsalklub Győrből, amely a magyar futsalbajnokság másodosztályában játszik.

## Klubtörténelem
A klubot 2018-ban alakították. A klub a 2018 nyarán kiesett Bőny helyett ETO SZC néven kezdte meg az NB2-es bajnokságot.2019-ben az ETO SZC megnyerte a Ferencváros elleni döntőt az NB2-ben, de a klub nem indult el az NB1-ben valamint Győrből is elköltözött a közeli Bábolnára.

## Eredmények

### A bajnokságban
| Szezon    | Bajnokság neve    | Helyezés |
| --------- | ----------------- | -------- |
| 2018/2019 | Férfi Futsal NB2. | 1.       |
| 2019/2020 | Férfi Futsal NB2. |          |